# Esteban Garcia
Esteban García (20 de Abril de 1984, Buenos Aires, Argentina) é um futebolista argentino que joga como meio campo atualmente pelo Dinamo Tirana da Albânia .